# Pont Hassan-II
Pour le pont de 1957, voir Pont Moulay-al-Hassan.
Le pont Hassan-II est l'un des ponts reliant, au-dessus de l'estuaire du Bouregreg, à environ 2 km de l'océan Atlantique, les villes de Rabat – capitale du Maroc – et de Salé.
Prévu pour remplacer le pont Moulay-al-Hassan, construit au milieu des années 1950 un peu en aval, il a été conçu par l'architecte français Marc Mimram et réalisé, sous la direction de l'ingénieure marocaine Nadia El Kassimi, pour un coût global (voies d'accès incluses) de 1,2 milliard de dirhams.
Le 18 mai 2011, il a été inauguré par le roi Mohammed VI, de même que le tramway de Rabat-Salé, dont il est l'un des lieux de passage. Tout comme le tramway et le tunnel des Oudayas, il s'inscrit dans la composante « transport » de l'aménagement de la vallée du Bouregreg et, avec Bouregreg Marina, fait partie des premières réalisations majeures de ce projet initié par le Roi.

## Caractéristiques

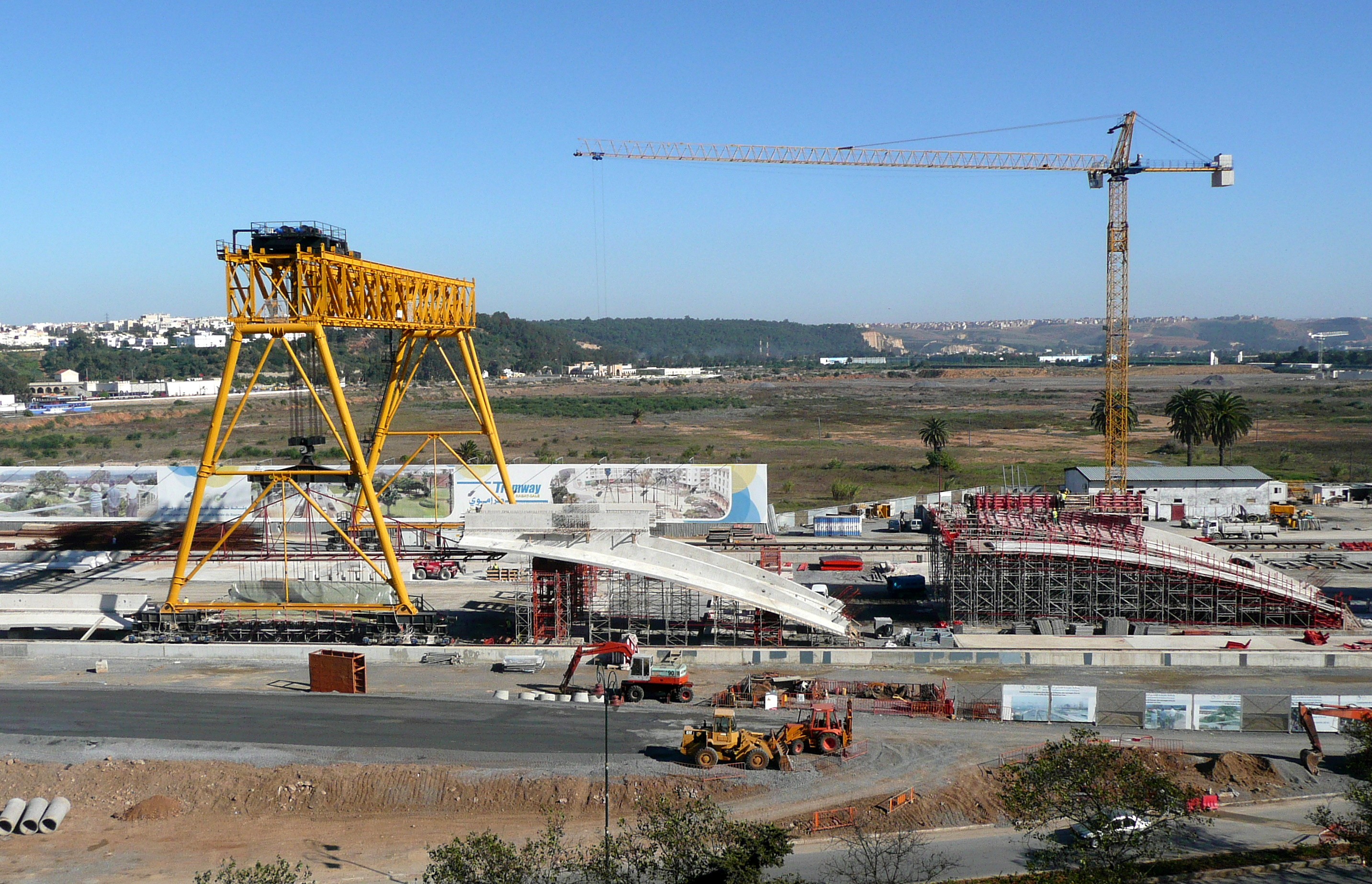
Chantier du pont Hassan-II en novembre 2009

D'une longueur de 1,215 km, d'une largeur de 46 m et d'une hauteur de 12,8 m, le pont Hassan-II est composé de trois tabliers : l'un comporte la plateforme du tramway, ainsi que des voies piétonnes et pour les deux-roues ; les deux autres permettent la circulation automobile (trois voies dans chaque sens,, soit deux voies routières de plus que le pont Moulay-al-Hassan).